# Джалилов, Обид
Оби́д Джали́лович Джали́лов (узб. Obid Jalilov; 10 ноября 1896 —27 сентября 1963) — советский узбекский актёр. Народный артист Узбекской ССР (1939).

## Биография
Родился 10 ноября 1896 года в Ташкенте (ныне Узбекистан). В 1918 году поступает в труппу имени К. Маркса, созданную М. Уйгуром. Создал на сцене и на экране около ста пятидесяти разных характеров.
Умер в 1963 году.

## Творчество

### Театральные работы
- 1927 — «Бронепоезд 14-69» В. В. Иванова — Вершинин
- «Бай и батрак» Хамзы — Салихбай
- 1935 — «Гамлет» Шекспира — Клавдий
- 1947 — «Алишер Навои» Уйгуна и И. А. Султанова — визирь Маджиддин
- «Шёлковое сюзане» А. Каххара

### Фильмография
- 1939 — Азамат
- 1945 — Тахир и Зухра — великий визирь
- 1946 — Похождения Насреддина — Агабек
- 1947 — Алишер Навои — визирь Маджиддин
- 1951 — Пахта-Ой — Гармсиль
- 1953 — Бай и батрак — Салихбай
- 1955 — Крушение эмирата — Великий визирь
- 1956 — Авиценна — Чагани
- 1956 — Во имя счастья — Карим-бобо
- 1957 — Случай в пустыне — Алим-ага
- 1958 — Очарован тобой — эпизод
- 1959 — Фуркат — Ташболта;
- 1959 — Когда цветут розы — Кадыр
- 1961 — Отвергнутая невеста — Холмат
- 1961 — Дочь Ганга — Оннода-бабу
- 1961 — Птичка-невеличка — Тилля-бабо
- 1962 — Ты не сирота — Махкам-ота
- 1963 — Пятеро из Ферганы — Хакимбек

## Награды и премии
- два ордена Трудового Красного Знамени (06.12.1951[1] и 18.03.1959)[2]
- два ордена «Знак Почёта» (в том числе 24.03.1945[3])
- медали
- народный артист Узбекской ССР (1939)
- Сталинская премия второй степени (1949) — за исполнение роли визиря Маджиддина в спектакле «Алишер Навои» Уйгуна и И. А. Султанова[4]